# Li Jiajun
Li Jiajun (n. 15 octombrie 1975, Changchun, Republica Populară Chineză) este un sportiv ce a reprezentat Republica Populară Chineză, medaliat olimpic. A participat la 3 ediții ale Jocurilor Olimpice (1998, 2002, 2006) în care a câștigat două medalii de argint și 3 medalii de bronz.